# Motor V16
Motor BMW Goldfisch V16.

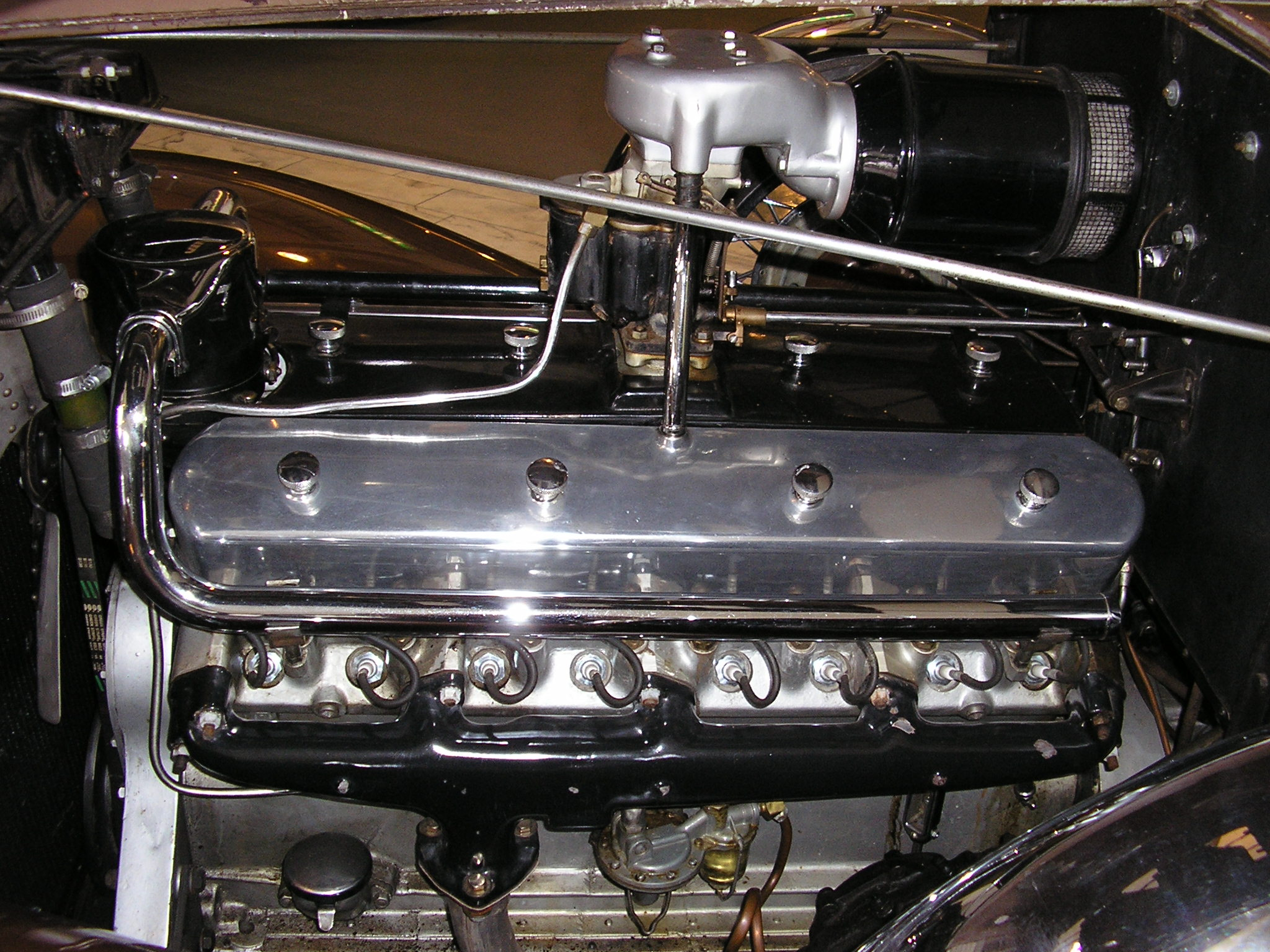
Marmon 1993 V16.

V16 é um motor de combustão interna a pistão dotado de duas bancadas de 8 cilindros em linha, formando um ângulo específico, totalizando dezesseis cilindros (câmaras de combustão). Não são comuns no mundo automobilístico enquanto sua maior aplicação está atualmente em locomotivas diesel-elétricas de grande porte, tais como as fabricadas por GE ou EMD.
Quando utilizado na indústria automobilística o motor V16 é geralmente usado em carros de alta cilindrada como o Devel sixteen e seus impressionantes 5007 cv. O mais notável automóvel equipado com um V16 foi o Cadillac Sixteen debutado em 1931. Seu motor, naturalmente um quatro tempos ciclo Otto, possuía ângulo de bancadas defasado em 45 graus, diâmetro e curso de 76,2 x 101,6 mm, para um deslocando um total de 7412 cm3, que debitava potência máxima bruta entre 165 e 185 HP (horse power), equivalente a 167,3 e 187,6 cavalos-vapor respetivamente a cerca de 3500 rpm (rotações por minuto). Outro modelo notável com esse motor foi o Cizeta-Moroder V16T.